# Osuna (Sevilla)
Osuna ist eine südspanische Kleinstadt und eine aus mehreren Weilern (pedanías) und Einzelgehöften bestehende Gemeinde (municipio) mit insgesamt 17.374 Einwohnern (Stand: 2024) in der Provinz Sevilla in der Autonomen Region Andalusien. Die historisch und künstlerisch bedeutsame Stadt ist seit 1967 als Conjunto histórico-artístico klassifiziert.

## Lage und Klima
Die Stadt Osuna liegt gut 87 km östlich der Provinzhauptstadt Sevilla bzw. ca. 120 km nordwestlich von Málaga in einer Höhe von etwa 270 bis 290 m. Das Klima im Winter ist gemäßigt, im Sommer dagegen warm bis heiß; die Niederschlagsmengen (ca. 660 mm/Jahr) fallen – mit Ausnahme der nahezu regenlosen Sommermonate – verteilt übers ganze Jahr.

## Bevölkerungsentwicklung
| Jahr      | 1857   | 1900   | 1950   | 2000   | 2020   |
| Einwohner | 17.480 | 17.826 | 23.350 | 16.848 | 17.595 |

Der deutliche Bevölkerungsrückgang seit den 1950er Jahren ist im Wesentlichen auf die Mechanisierung der Landwirtschaft, die Aufgabe bäuerlicher Kleinbetriebe und den daraus resultierenden Verlust von Arbeitsplätzen zurückzuführen.

## Wirtschaft
Die Menschen früherer Jahrhunderte lebten im Wesentlichen als Selbstversorger von der Landwirtschaft, zu der auch der Wein- und Olivenanbau gehörte; im Ort selbst ließen sich auch Händler, Handwerker und Dienstleister aller Art nieder. Heute spielen der Anbau von Weizen, Baumwolle und Oliven sowie Kleinindustrien und der innerspanische Tourismus eine nicht unwesentliche Rolle im Wirtschaftsleben der Gemeinde.

## Geschichte

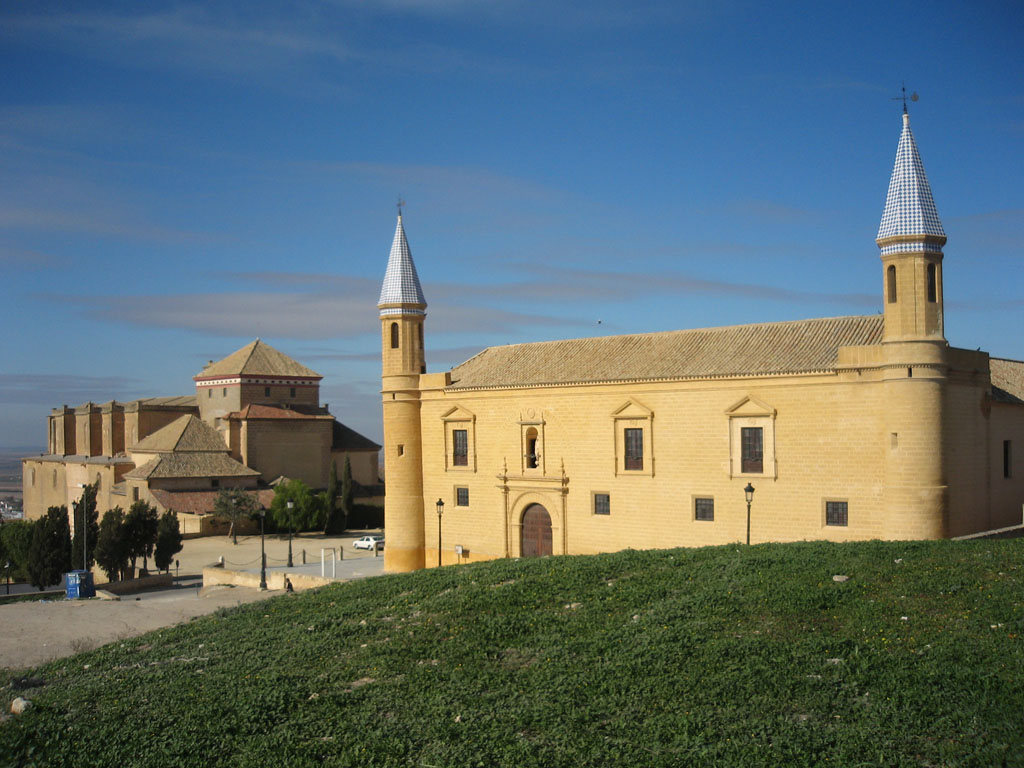
Universität und Kollegiatkirche

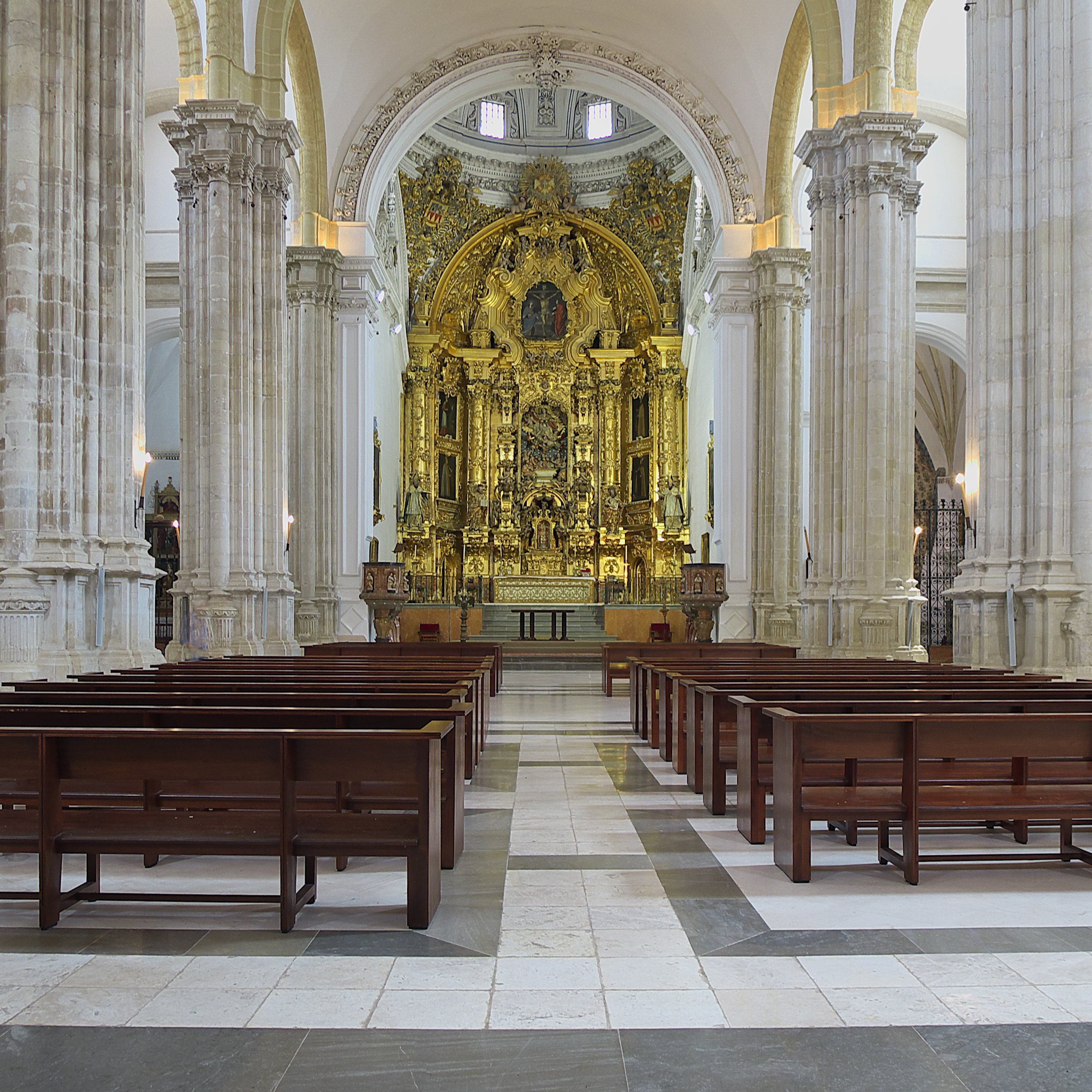
Inneres der Kollegiatkirche

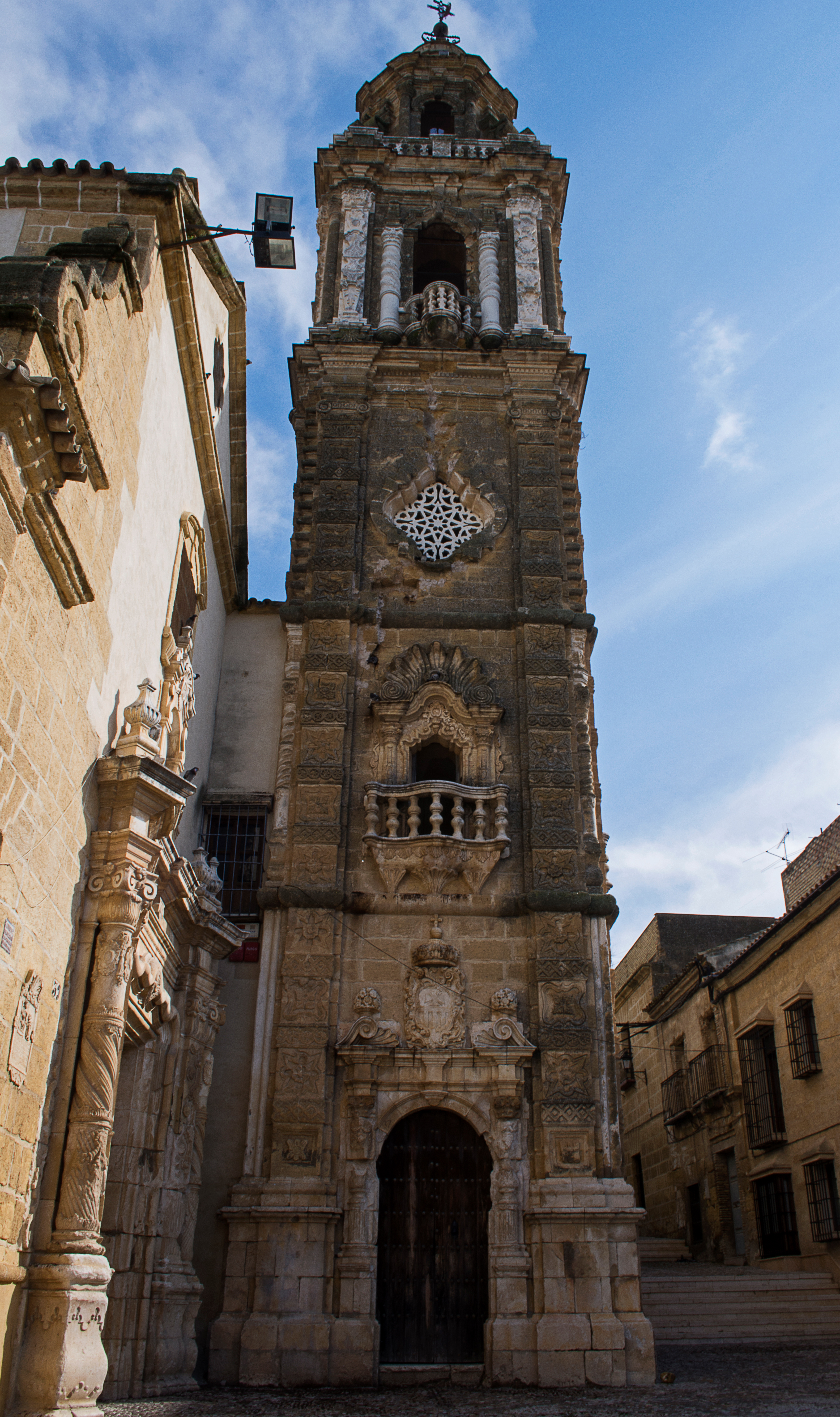
Turm der Mercedarierkirche

Auf dem Gemeindegebiet wurden jungsteinzeitliche Kleinfunde gemacht, auch bronzezeitliche Keramikscherben wurden entdeckt. In der Antike stand die Gegend unter phönizischem, später unter karthagischem Einfluss. 2022 gruben Archäologen eine phönizische Nekropole aus dem 5. und 4. Jahrhundert v. Chr. aus, die dokumentiert, wie weit der phönizische Einfluss über die Küstengebiete hinaus reichte. Einige Figuren aus iberischer oder keltiberischer Zeit befinden sich heute im Museo Arqueológico Nacional de España (MAN) in Madrid. Die Römer übernahmen den bereits bestehenden Ortsnamen Urso; Markus Antonius gründete hier um 40 v. Chr. eine Veteranenkolonie. Aus westgotischer Zeit weiß man so gut wie nichts. Zu Beginn des 8. Jahrhunderts wurde die Region von den Mauren überrannt; sie nannten den Ort Ûsuna oder Oxona. Im Jahr 1239 wurde Osuna von den Truppen Ferdinands III. von Kastilien (reg. 1230–1252) zurückerobert (reconquista), anschließend in das Königreich Sevilla inkorporiert und im Jahr 1264 dem Calatrava-Ritterorden übergeben, der es jedoch um die Mitte des 15. Jahrhunderts an seinen Großmeister Pedro Téllez de Girón weitergab. Dessen Nachkomme Juan Téllez de Girón (1494–1558) prägte durch seine Bauten bis heute das Bild der Stadt. Im Jahr 1562 erhielt Pedro Téllez de Girón von Philipp II. (reg. 1556–1598) den Titel eines Herzogs von Osuna, den die Familie ununterbrochen bis zum Tod der letzten Herzogin im Jahr 2015 innehatte.

## Sehenswürdigkeiten
- Um die Mitte des 16. Jahrhunderts gründete Juan Téllez de Girón außerhalb der Stadtmauern ein Hospital bzw. eine Universität, deren von vier schlanken Ecktürmchen flankiertes Gebäude eher an eine Moschee erinnert.[11]
- Die dreischiffige Kollegiatkirche Nuestra Señora de la Asunción entstand um die gleiche Zeit im Übergangsstil von der Spätgotik zur Renaissance. Einem eher strengen Außenbau steht ein reich ausgestatteter Innenraum mit zahlreichen Barockaltären entgegen. In platereskes Portal mit Todesinsignien führt in den Bereich des Pantheón Ducal, das als Grablege der Herzöge von Osuna dient. In einem Annexbau befindet sich ein Museo de Arte Sacro mit zahlreichen Exponaten religiöser Kunst.[12]
- Der Convento de la Merced gehörte dem Mercedarierorden. Das Gebäude entstand im 17. Jahrhundert; der sehenswerte Barockturm stammt aus den Jahren 1767 bis 1775.[13]
- Das Innere der Iglesia del convento de la encarnación mit seiner einheitlichen Barockgestaltung sowie der Kreuzgang verdienen ebenfalls Beachtung.[14]
- Zahlreiche weitere Kirchen sind von geringerer kunsthistorischer Bedeutung.
- Die spätbarocke Fassade der zum Besitz der Kathedrale von Sevilla gehörenden Cilla del Cabildo ist ein Schmuckstück der Säkulararchitektur der Stadt.[15]
- Gleiches gilt für die im Jahr 1770 fertiggestellte Fassade des Palacio de los Condes de la Gomera, der heute als Hotel-Restaurant dient.[16]
- Zahlreiche Funde aus der Region sind im Museo Arqueológico Torre de Agua ausgestellt. Der in die almohadische Stadtmauer integrierte Bau selbst stammt noch aus maurischer Zeit und diente als Wasserspeicher; er wurde vom Calatrava-Ritterorden restauriert.[17]

Umgebung
- Am Ortsrand liegen die eher spärlichen Ruinen der Römerstadt Urso; das dazugehörige Amphitheater befindet sich auf Privatgelände. Interessant sind die wegen ihrer Akustik manchmal für Musikveranstaltungen genutzten Steinbrüche mit einem neuzeitlichen „Felsentempel“ mit zwei Figuren eines Horntrompeters und das Museum; in der Nähe befindet sich eine römische Nekropole.[18]

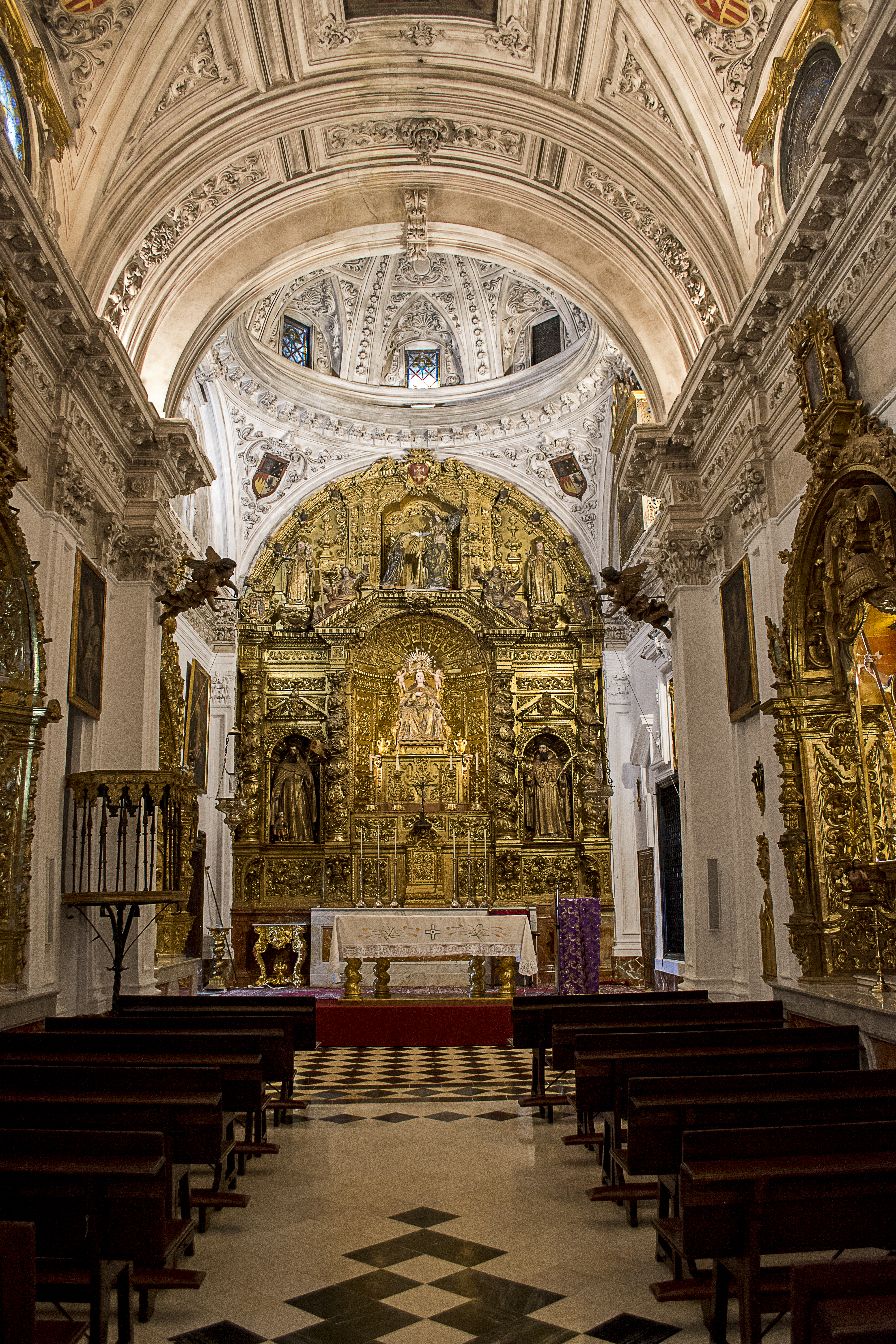
Kirche des Convento de la encarnación
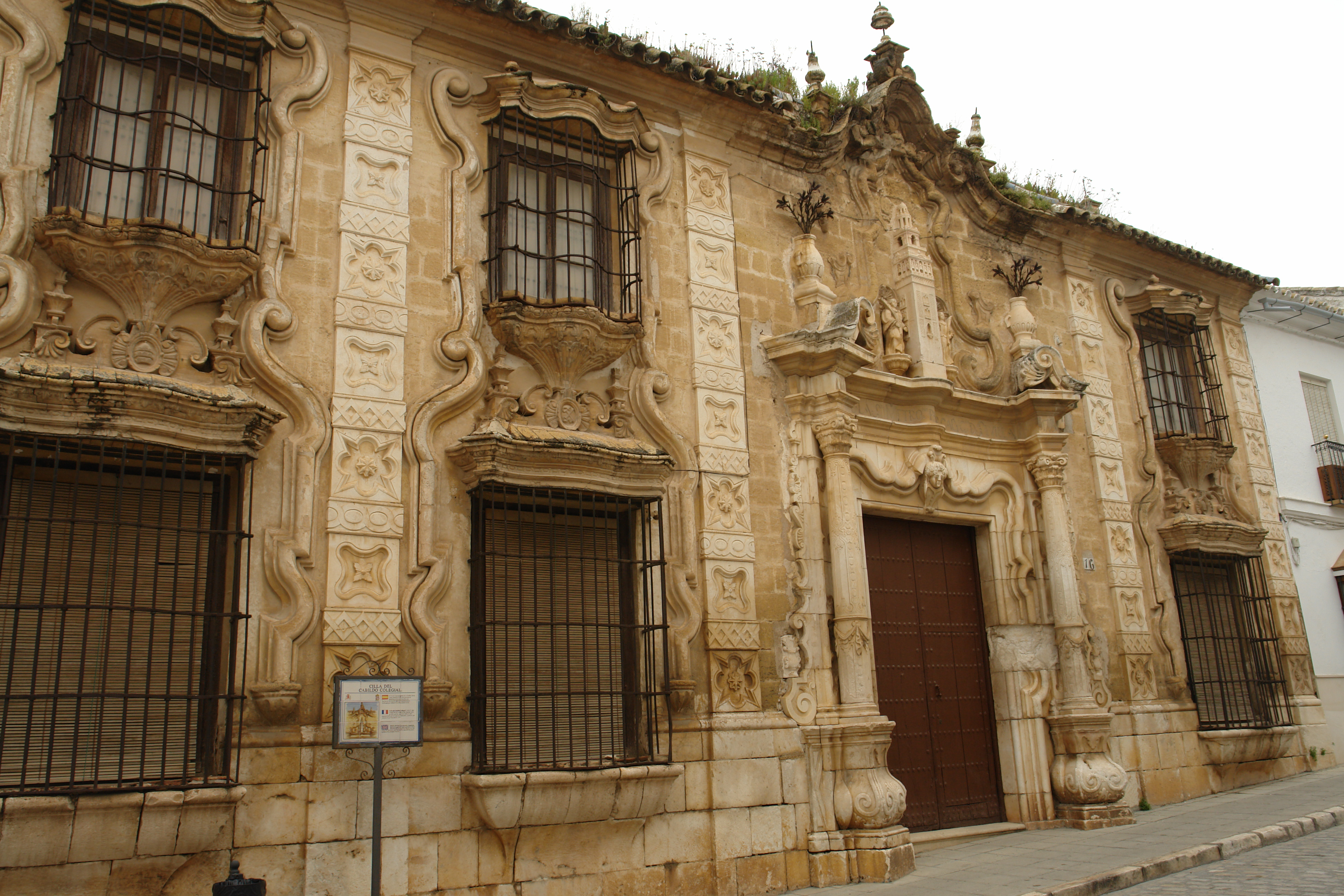
Cilla del Cabildo
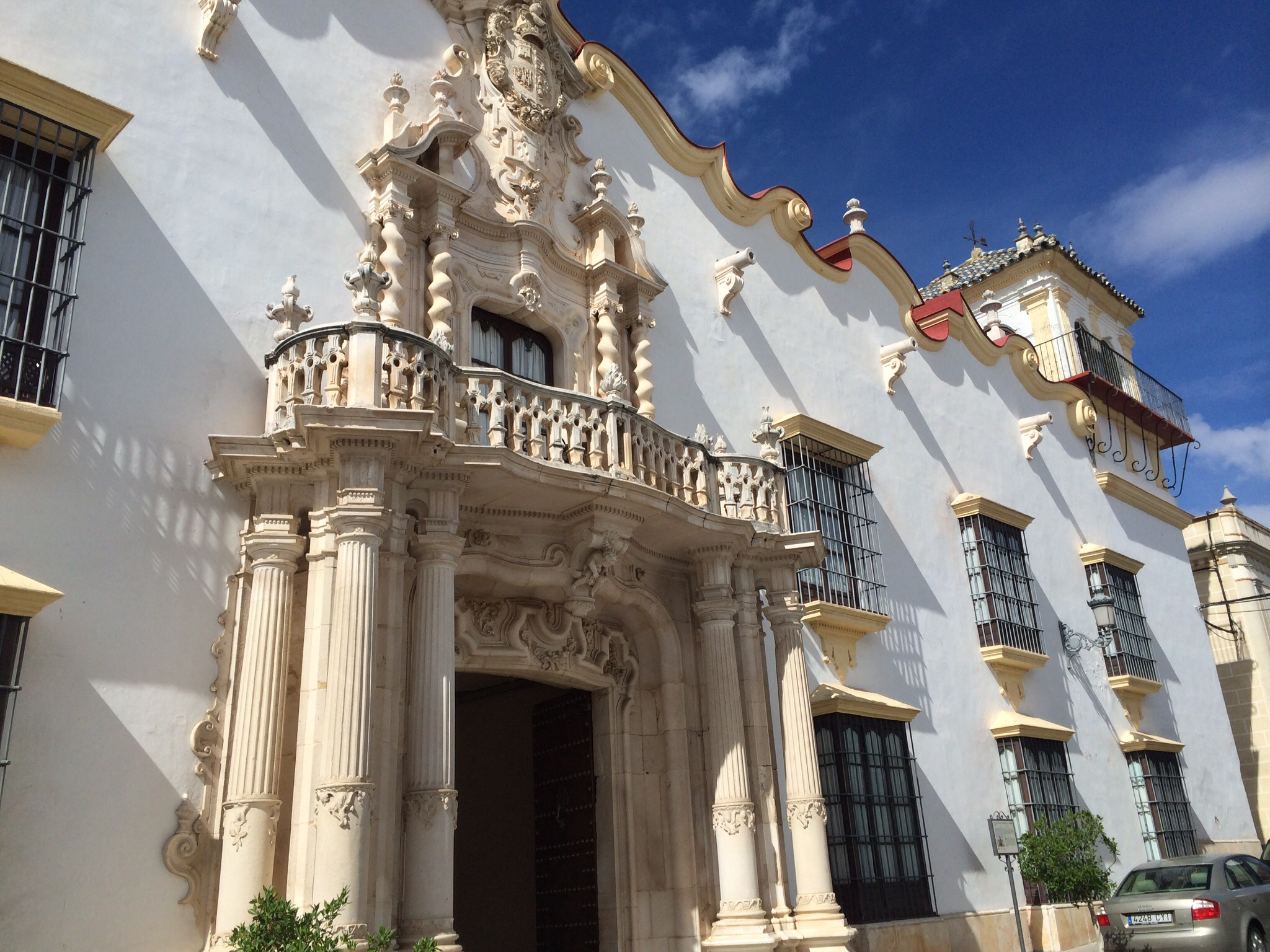
Palacio de los Condes de la Gomera

## Persönlichkeiten
- Francisco de Osuna (um 1494–um 1541), Theologe und Ordensreformator
- Alonso Lobo (1555–1617), Renaissancekomponist
- Juan de Ayala (1745–1797), Seefahrer
- Manuel María de Arjona (1771–1820), Dichter
- Manuel Infante (1883–1958), Komponist und Dirigent
- Ramón Darío Valdivia Jiménez (* 1974), römisch-katholischer Geistlicher und ernannter Weihbischof in Sevilla